# Dynalogic Hyperion
Dynalogic HYPERION (HYPERION) је био преносиви рачунар фирме Dynalogic који је почео да се производи у Канади од 1983. године.
Користио је Intel 8086 као микропроцесор. RAM меморија рачунара је имала капацитет од 256 KB (до 640 KB). 
Као оперативни систем кориштен је MS-DOS, CP/M-86.

## Детаљни подаци
Детаљнији подаци о рачунару HYPERION су дати у табели испод.
|                       |                                                            |
| [ 1 ]                 |                                                            |
| Произвођач            |                                                            |
| Тип                   | преносиви рачунар                                          |
| Меморија              | 256 (до 640 KB)                                            |
| Поријекло             | Канада                                                     |
| Година                | 1983                                                       |
| Тастатура             | Пуни помак 83 тастера, PC-стил, са нумеричком тастатуром   |
| Процесор              | 8086                                                       |
| Фреквенција процесора | 4,77                                                       |
| RAM                   | 256 (до 640 KB)                                            |
| ROM                   | 8 KB                                                       |
| Текст                 | 40 или 80 знакова x 25 линија                              |
| Графика               | 320 x 200 / 640 x 200 / 640 x 400 пиксела                  |
| Боја                  | једна боја. 16 нијанси сиве боје.                          |
| Звук                  | уграђени звучник                                           |
| Димензије             | 46,4 (ширина) x 28,8 (дубина) x 22,3 (висина) cm. / 18 фунти |
| Портови               |                                                            |
| Оперативни систем     |                                                            |